# Фёдоров, Денис Сергеевич
Денис Сергеевич Фёдоров (укр. Денис Сергійович Фёдоров; 25 апреля 1979) — украинский футболист, полузащитник.

## Биография
Воспитанник донецкого УОР. В начале карьеры сыграл один матч во второй лиге Украины за дубль донецкого «Шахтёра» и провёл сезон в составе аутсайдера второй лиги «Металлург» (Комсомольское), затем два года не играл на профессиональном уровне. В начале 2001 года присоединился к харьковскому «Арсеналу», с которым по итогам сезона 2001/02 заслужил право на выход в первую лигу со второго места в зональном турнире второй лиги. Следующий сезон провёл со своим клубом в первой лиге, в большинстве матчей выходя на замену. Летом 2003 года покинул «Арсенал» и играл во второй лиге за «Уголёк» (Димитров) и «Черкассы» и в первой лиге за «Спартак» (Сумы), но нигде не закрепился.
В 2005 году перешёл в «МТЗ-РИПО», с этим клубом стал бронзовым призёром чемпионата Беларуси и завоевал Кубок страны, в финальном матче против БАТЭ (2:1) забил один из голов. Следующий сезон провёл в составе аутсайдера высшей лиги «Белшины». Всего в чемпионатах Беларуси сыграл 14 матчей и забил 2 гола.
После возвращения на родину провёл чуть более полугода в клубе второй лиги «Титан» (Донецк), а также играл за ряд любительских клубов. Во второй половине 2010-х годов работал директором спортивного комплекса «Кировец» (Донецк), также играл за команду «Кировец» в чемпионате г. Донецка по мини-футболу.
21 августа 2020 года был основан мини-футбольный клуб «Спартак-Донецк», официально базирующийся в Ростовской области и играющий в Высшей лиге АМФР. Фёдоров стал его генеральным директором.

## Достижения
- Обладатель Кубка Беларуси: 2004/05
- Бронзовый призёр чемпионата Беларуси: 2005